# متجر كعك

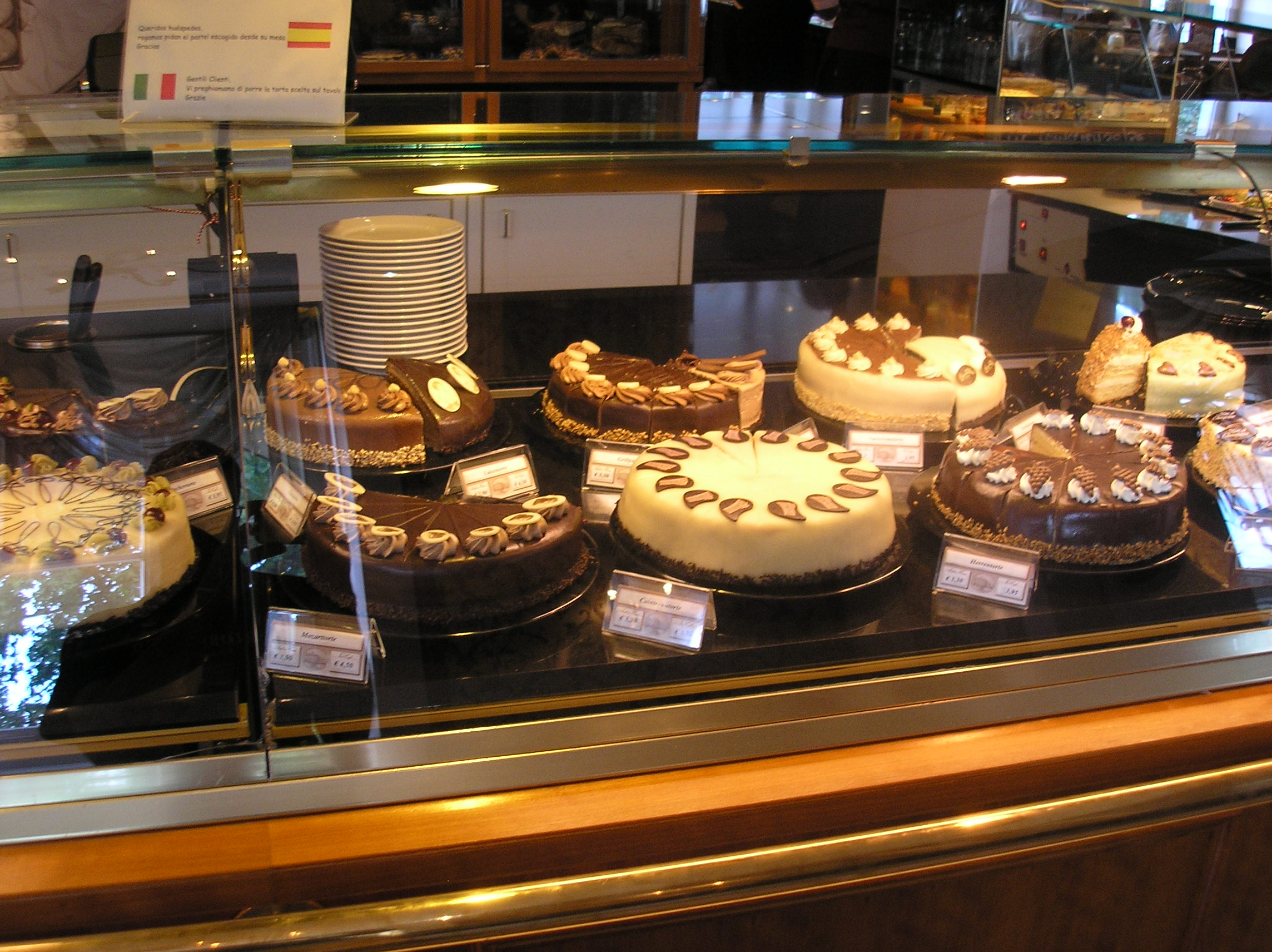
محل حديث لبيع الكعك في ألمانيا

متجر الكعك أو محل بيع الكعك أو المخبز (بالإنجليزية: Bakery)‏ هو عمل تجاري متخصص في إنتاج وبيع الكعك بكل أنواعه، فضلا عن غيرها من السلع المخبوزة التي تندرج تحت عنوان كعك. من الممكن ان تبيع محلات الكعك ادوات واجهزه تستخدم لخبز كعكة المنزل، وبالأخص أدوات تزين الكعك، ولكن ليس جميع المحلات تقوم بهذا. شيء أخر شائع من الممكن أن تقوم به محلات الكعك هو الطلبات الخاصة مثل كعكة حفل الزفاف وكعكة عيد ميلاد.
يتم خبز المنتجات في المحل بنفس طريقة المخبز. قد يستخدم مصطلح متجر الكعك في بعض الأحيان للتميز عن مصطلح المخبز.
عادة لا يبيع متجر الكعك أي شيء غير مصنف تحت تصنيف الكعك.
متجر الكعك ليس من الضروري أن يحتوي على المعجنات.